# Уэйл-Коув
Уэйл-Коув (англ. Whale Cove, инуитск. ᑎᑭᕋᕐᔪᐊᖅ, эским. Tikirarjuaq) — деревня в регионе Киваллик канадской территории Нунавут, расположенная на западном берегу Гудзонова залива в 72 километрах к югу от Ранкин-Инлет и в 161 километре к северу от Арвиата.
Название Уэйл-Коув (букв. рус. китовая бухта) поселение получило из-за множества белух, которые собираются у побережья. Местные жители охотятся на них каждую осень. Первоначально бухта была заселена тремя инуитскими общинами (две на побережье, одна удалённо от моря). 99 % проживающих сейчас в Уэйл-Коув инуитов до сих пор носят меховую одежду, охотятся, рыбачат, едят сырое мясо.
Помимо белух в районе Уэйл-Коув появляются полярные киты, а сама бухта находится на пути миграции белых медведей.
Согласно переписи 2016 года население Уэйл-Коув составляют 435 жителей (возросло на 6,9 % по сравнению с данными переписи 2011 года).

## История
С середины XVIII века в районе Уэйл-Коув инуиты торговали китовыми усом, жиром, шкурами, пушниной, моржовыми клыками с Компанией Гудзонова залива, с того времени как было открыто их торговое представительство в Черчилле (Манитоба). Отсюда пошло местное название поселения Tikirarjuaq, что означает куда много людей приходят.
В 1959 году Министерство по делам индейцев и развития Севера Канады организовало в Китовой бухте поселение для инуитов, которые приходили туда из других, отдалённых и менее благоприятных районов. В частности, Инуиты карибу, жившие к западу от Гудзона в бесплодных землях Северной Канады (территория современного региона Киваллик), Ихалмиуты, жившие вдоль реки Казан, на озёрах Эннадай и Дубонт, и к северу от Тхлевиазы, которых расселяли в Уэйл-Коув и Саут-Хеник (эти подгруппы жили в основном охотой во время миграции карибу, количество которых уменьшилось в 1950-х, в связи с чем во многих инуитских общинах наступило голодное время). В 1976 году поселение получило статус деревни. На сегодняшний день жители Уэйл-Коув всё ещё промышляют охотой и рыболовством.